# KOBUKUROAD7
『KOBUKUROAD7』（コブクロード7）は、フォークデュオのコブクロが2023年11月下旬に発売した、7枚目のファンクラブ限定DVD、及びBlu-ray。

## 概要
2023年3月に東京と大阪で開催された、スペシャルライブ『KOBUKURO AND THE FAMILY TONE』から3月8日の大阪城ホール公演の模様を全曲収録。
このライブがコブクロ主催のライブとしては2019年のライブツアー以来の声出し可能のライブである。
また2023年2月16日に同じく、大阪城ホールにて行われたflumpoolの15周年記念の対バンライブ『FOR ROOTS 〜天王寺ストリートメイド〜』のコブクロパートの模様も収録されている。flumpoolパートは『The Best flumpool 2.0 〜 Blue［2008-2011］& Red［2019-2023］〜』のファンサイト会員限定盤Blu-rayに収録されており、アンコールで披露された『YELL〜エール〜』はそちらに収録されている。
DVDは2枚組、Blu-rayは1枚となっている。
なお本作では、パッケージ裏面、ブックレット曲目一覧、映像メニュー画面の表記にて、正しくは「エンベロープ」となるところが「エンベローブ」と誤って表記されている。

## 収録曲

### DISC-1
| #   | タイトル                     | 作詞・作曲                                         |
| --- | ---------------------------- | -------------------------------------------------- |
| 1.  | 「オープニング」             |                                                    |
| 2.  | 「潮騒ドライブ」             | 小渕健太郎                                         |
| 3.  | 「晴々」                     | 小渕健太郎                                         |
| 4.  | 「MC」                       |                                                    |
| 5.  | 「Soul to Soul」             | - 小渕健太郎•布袋寅泰（作詞） - 布袋寅泰（作曲）   |
| 6.  | 「雨粒と花火」               | 小渕健太郎                                         |
| 7.  | 「LOVER'S SURF」             | 小渕健太郎                                         |
| 8.  | 「MC」                       |                                                    |
| 9.  | 「HUMMING LIFE」             | 小渕健太郎                                         |
| 10. | 「MC」                       |                                                    |
| 11. | 「未来への帰り道」           | 小渕健太郎                                         |
| 12. | 「MC」                       |                                                    |
| 13. | 「君になれ」                 | 小渕健太郎                                         |
| 14. | 「足跡」                     | 小渕健太郎                                         |
| 15. | 「蒼く 優しく」              | 小渕健太郎                                         |
| 16. | 「MC」                       |                                                    |
| 17. | 「One Song From Two Hearts」 | - 小渕健太郎（作詞） - 小渕健太郎•黒田俊介（作曲） |
| 18. | 「ストリートのテーマ」       | 小渕健太郎                                         |
| 19. | 「Moon Light Party!!」       | 小渕健太郎                                         |
| 20. | 「この地球の続きを」         | 小渕健太郎•黒田俊介                                |

### DISC-2
| #  | タイトル         | 作詞・作曲                                         |
| -- | ---------------- | -------------------------------------------------- |
| 1. | 「アンコールMC」 |                                                    |
| 2. | 「エンベロープ」 | - 小渕健太郎（作詞） - 小渕健太郎•黒田俊介（作曲） |
| 3. | 「MC」           |                                                    |
| 4. | 「轍」           | 小渕健太郎                                         |
| 5. | 「クロージング」 |                                                    |

| #   | タイトル                                     | 作詞・作曲                                         |
| --- | -------------------------------------------- | -------------------------------------------------- |
| 1.  | 「オープニング」                             |                                                    |
| 2.  | 「桜」                                       | 小渕健太郎•黒田俊介                                |
| 3.  | 「Million Films」                            | 小渕健太郎                                         |
| 4.  | 「MC」                                       |                                                    |
| 5.  | 「ストリートのテーマ」                       | 小渕健太郎                                         |
| 6.  | 「未来」                                     | - 小渕健太郎（作詞） - 小渕健太郎•黒田俊介（作曲） |
| 7.  | 「DOOR」                                     | 黒田俊介                                           |
| 8.  | 「MC」                                       |                                                    |
| 9.  | 「エンベロープ」                             | - 小渕健太郎（作詞） - 小渕健太郎•黒田俊介（作曲） |
| 10. | 「MC」                                       |                                                    |
| 11. | 「この地球の続きを」                         | 小渕健太郎•黒田俊介                                |
| 12. | 「MC」                                       |                                                    |
| 13. | 「轍」(with flumpool)                        | 小渕健太郎                                         |
| 14. | 「MC」                                       |                                                    |
| 15. | 「Bye Bye Oh! Dear My Lover」(with flumpool) | 小渕健太郎                                         |

## 演奏
『KOBUKURO AND FAMILY TONE』
- 黒田俊介：Vocal
- 小渕健太郎：Vocal, Acoustic and Electric Guitars, Blues Harp, Kazoo & Japanese Drum
- 福原将宜：Guitars & Chorus
- 山口寛雄：Bass
- 松浦基悦：Piano, Keyboards & Chorus
- 渡嘉敷祐一：Drums
- 坂井"Lumbsy"秀彰：Percussions & Chorus

『FOR ROOTS 〜天王寺ストリートメイド〜』
- 黒田俊介：Vocal
- 小渕健太郎：Vocal, Acoustic Guitar, Blues Harp, Kazoo & Japanese Drum
- 山村隆太：Vocal
- 阪井一生：Acoustic Guitar & Chorus
- 尼川元気：Bass
- 小倉誠司：Percussions
- 福原将宜：Guitars
- 山口寛雄：Bass
- 松浦基悦：Piano, Keyboards & Chorus
- 河村"カースケ"智康：Drums
- 坂井"Lumbsy"秀彰：Percussions & Chorus